# Guillaume Favre
Pour les articles homonymes, voir Favre.
Guillaume Favre (né le 4 novembre 1979) est un auteur suisse, publié aux éditions Cousu mouche à Genève.

## Biographie
Guillaume Favre a grandi à Saint-Maurice dans le Valais. Il vit à Genève où il a étudié la littérature française et l'histoire du cinéma à la faculté des lettres de l’Université de Genève et travaille dans le domaine culturel.

## Œuvre
Romans
- Les Choses qui sauvent (2012) : son premier roman, Les Choses qui sauvent, paraît en 2012 aux éditions Faim de siècle et Cousu mouche et raconte l’histoire de Kathrin Solamin, une femme psychiatre de 52 ans qui tente de refaire sa vie après la disparition de son mari. Des usines de Chippis (Valais) aux galeries d’art de Genève, le récit nous glisse de façon sensible dans le quotidien et la vie intérieure de ses personnages. « Complexes et attachants, ceux-ci portent les couleurs paradoxales de la vie et on suit leur parcours et leurs émotions avec plaisir et curiosité[2] », explique la critique Anne Pitteloud dans le journal Le Courrier en décembre 2012. Selon le site de référence Viceversalitterature.ch, ce livre peut s'apparenter par certains aspects au genre du roman initiatique ou du Bildungsroman, « les personnages étant au final grandis par les malheurs qu’ils ont eus à surmonter[3]. »
- Presque vivants (2019) : le second roman de Guillaume Favre, Presque vivants, est paru en novembre 2019 aux éditions Cousu mouche. Dans ce nouveau récit, l’auteur croise les portraits de deux frères au tournant des années 1990 en Suisse. De Saint-Maurice, petite ville du canton du Valais, au Platzspitz, célèbre parc de Zurich, il raconte les ravages de l'héroïne et la misère des scènes ouvertes de la drogue[4] en Suisse au travers de Thierry, adolescent à la dérive, avant de projeter le lecteur, 30 ans après, dans la vie de son frère Maxime, qui ne parvient pas à s’affranchir des souvenirs de cette époque[5]. Selon Daniel Fattore, Presque vivants explorent deux thèmes majeurs en croisant la vie des deux frères à deux époques différentes : la drogue et le travail. « Héroïne ou travail, quelle est la pire drogue d'aujourd'hui? Sans jamais juger, l'écrivain Guillaume Favre dessine dans Presque vivants un parallèle glaçant entre ces deux fléaux humains, l'un mécanique, l'autre plus insidieux mais pas moins implacable[6].»

Poésie
- Sans mythologies (2016) : Guillaume Favre est aussi poète. Son premier livre de poésie Sans mythologies est paru en 2016 aux éditions Cousu mouche. Ce poème-fleuve, qui navigue entre vers libre et prose, emporte le lecteur dans l’histoire d’une amitié perdue. « On ne sait pas bien au fond si Guillaume Favre voulait faire de la poésie en prose, orale, ou expérimentale, ou tout cela à la fois, le résultat est là, il est beau et c’est ce qui compte ; l’objet est unique, se lit d’un trait et vous coupe le souffle[7] » (Yann Courtiau sur le blog Manœuvres de diversion). Que faire de ses colères ? Comment concilier l’art et le travail ? Comment vivre la mort d’êtres chers ? Comment écrire la vie ? C’est dans le langage, dans l’instant même de l’écriture en train de se déployer, que le poète tente de répondre à ces questionnements : « Adresse à l'ami éloigné par la vie, Sans mythologies fait figure de cri d'amitié lancé comme une “suite de mots en cascade”, parfois bouleversés, à tel point que la musique poétique elle-même suffit parfois, plus que le sens des mots eux-mêmes, à porter la lecture. Une lecture exclusive, étrange et envoûtante[8] » (Daniel Fattore sur le blog littéraire Fattorius).
- Greg ou rien (2023) : dans son deuxième recueil de poèmes, Guillaume Favre rend hommage à son frère Grégoire Favre, écrivain et artiste décédé en octobre 2016. Ce livre, paru le 15 mars 2023 aux éditions Cousu Mouche, est lauréat de la bourse Focus du programme Littérature Pro Valais.

Nouvelles
- L'Amour en fuite (2014) : parmi les autres publications de l'auteur, on peut encore citer sa participation en 2014 à l’ouvrage collectif lancé par sa maison d’éditions Je ne laisserai jamais dire que ce n’est pas la plus belle chanson du monde avec une nouvelle intitulée L'Amour en fuite qui rend hommage avec humour au film et à la chanson éponymes de François Truffaut et d’Alain Souchon.
- Comme sur une seule et même planche (2021) : publié dans l'ouvrage collectif Je n’ai jamais rien vu de plus fort, cette nouvelle est une ode aux sports de glisse, plus particulièrement à la pratique du skateboard et du snowboard.